# Eugnamptus rufipennis
Eugnamptus rufipennis là một loài bọ cánh cứng trong họ Rhynchitidae. Loài này được Marshall miêu tả khoa học năm 1948.